# Карпов Іван Корнійович
Іван Корнійович Карпов (1 березня 1917, Давидово) — дослідник історії німецько-радянської війни, генерал-майор у відставці.

## Біографія
Народився 1 березня 1917 року в селі Давидовому (тепер Калузької області). З жовтня 1939 по 1975 рік — у лавах Збройних Сил СРСР, учасник німецько-радянської війни, нагороджений орденами Червоного Прапора, Вітчизняної війни II ступеня, Червоної Зірки, медалями.
1949 року закінчив загальновійськовий факультет Військовополітичної академії імені Леніна у Москві. У 1976–1980 роках — молодший науковий співробітник відділу історії Великої Вітчизняної війни Інституту історії АН УРСР. Був консультантом по картах та схемах періоду німецько-радянської війни для 7-го тому «Історії Української РСР» (Київ, 1977), упорядником та автором наукових коментарів:
- тритомної збірки документів «Украинская ССР в Великой Отечественной войне 1941–1945 гг.» (Київ, 1980);
- «Карпаты»: 1941–1946. Документальные военно-исторические очерки (Ужгород, 1995).